# Lentegí
Lentegí è un comune spagnolo di 337 abitanti situato nella comunità autonoma dell'Andalusia.